# Rawda, Idlib
Rawda, Idlib (tiếng Ả Rập: الروضة) là một ngôi làng Syria nằm ở Jisr al-Shughur Nahiyah ở huyện Jisr al-Shughur, Idlib. Theo Cục Thống kê Trung ương Syria (CBS), Rawda, Idlib có dân số 765 người trong cuộc điều tra dân số năm 2004.